# کرگانرود
کرگانرود پرآب‌ترین رودخانه غرب گیلان در شهرستان تالش است که از کوه‌های تالش میانی سرچشمه می‌گیرد و پس از عبور از وسط شهر تالش (هشتپر) در ۶ کیلومتری شرق این شهر و در روستای قروق به دریای خزر می‌ریزد.

## مشخصات کرگانرود
رودخانه کرگانروداز ارتفاعات ۲۰۰۰ تا ۲۵۰۰ متری کوه‌های تالش در امتداد البرز غربی سرچشمه می‌گیرد. این رودخانه دارای ۳ سرشاخه اصلی ییلاقات شکردشت، طول و ریک می‌باشد که هر کدام از این سه سرشاخه اصلی خود از به هم پیوستن چند شاخه فرعی تشکیل می‌شوند. سرشاخه‌های اصلی شکردشت و طول در روستای کیشون بن به هم می‌پیوندند و حدود سه کیلومتر پایینتر در روستای ماشین خانه سرشاخه اصلی ریک به جمع آن دو می‌پیوندد و رودخانه کرگانرود را تشکیل می‌دهند.
طول شاخه اصلی رودخانه ۴۲٫۵ کیلومتر و طول انشعابات فرعی ۸۳٫۲۵ کیلومتر می‌باشد.
حوزه آبخیز رودخانه کرگانرود ۶۱۵٫۴ کیلومترمربع و محیط آن ۱۲۷ کیلومتر می‌باشد.
همچنین این رودخانه از بزرگ‌ترین و پرآب‌ترین رودخانه‌های غرب گیلان می‌باشد. رودخانه دارای دبی قابل ملاحظه است، در ماه‌های خرداد تا مهر رودخانه کم‌آب است. از آب این رودخانه برای کشاورزی برنج در مزارع تالش استفاده می‌شود متوسط آب دهی سالیانه آن حدود ۸ متر مکعب در ثانیه تعیین گردیده است.

## وجه تسمیه کرگانرود
در احسن‌التقاسیم از کرگانرود بنام کهن رود نام برده شده است.
در زبان تالشی کرگانرود را کَرگَری، کَرگوُرو وکَرگوُرَ ربوُر (روُر) نیز می‌گویند. پسوند گَری یا کَری در نام برخی آبادی‌های تالش مانند دیره‌کری، کواکری، خلفه‌کری، قاسمه‌کری ونواکری دیده می‌شود که معادل آباد و آبادی است. به‌نظر می‌رسد کرگانرود واژه ترکیبی و فارسی شده کرگری و رود باشد که نیاز به تحقیق بیشتر زبانشناسی دارد.
برخی نام کرگری را با تفکیک کرگه + ری از یکدیگر در ارتباط قرار داده‌اند. کَرگ در تالشی بمعنای مرغ و پرنده است. شاید در قدیم که جلگه اطراف این رود پوشیده از بیشه‌زار بوده و پرندگان زیادی در آن وجود داشتند، کرگه ری بمعنای مرغ‌زار یا زیستگاه پرندگان بکار رفته باشد که پس از آباد شدن همین نام را حفظ کرده است. بهر حال کرگه‌ری، کَرگوُرو، کَرگوُرَربُر (روُر) و کرگانرود می‌توانند با هم مربوط باشند.

## ویژگی‌های کلی
کرگانرود رودخانه‌ای دائمی است که قسمتی از مسیر آن در ناحیه کوهستانی جریان دارد و طول آن در جلگه به بیش از ۶ کیلومتر می‌رسد که از فصل مشترک پایکوه تا ساحل دریا ادامه می‌یابد. میزان اکسیژن محلول در آب رودخانه ۵٫۱۱– ۵٫۶ میلیگرم در لیتر و پ‌هاش آب رودخانه از ۸٫۱ – ۶٫۹ بود که در حد قلیایی و خنثی می‌باشد.

## آبزیان رودخانه کرگانرود
ماهیان شناسایی شده در این رودخانه متعلق به ۱۲ گونه از ۶ خانواده می‌باشند که ۵ گونه از این ماهیان مهاجر و بقیه به صورت بومی هستند
مطالعات پلانکتونی در سال‌های ۸۱ و ۱۳۸۰ نشان می‌دهد که پلانکتون‌های این رودخانه در مجموع از فراوانی و تنوع کمی برخوردار می‌باشند.
انواع ماهیان از جمله ماهی سفید و ماهی آزاد در این رودخانه صید می‌گردد.

## کرگانرود و تقسیمات شهری
این رودخانه از زمان‌های کهن پیوند بسیار نزدیکی با زندگی و آبادانی منطقه‌ای که در آن جاری بوده داشته است. کرگانرود مانند تمامی رودهای نسبتاً بزرگ به دلیل تأثیرگذاری که بر زندگی این مردمان داشته؛ بخشی از تاریخچه بازار کرگانرود و روستاهای اطراف آن رود است، ولی در تقسیم‌بندی‌های اخیر کشوری این هماهنگی رعایت نشده است. هرچند به دلیل این قدمت و اهمیت، نام کرگانرود بر روی یکی از بخش‌های منطقه شمال تالش (لیسار) گذاشته شده است ولی مناسب بود نام کرگانرود در ارتباط با مکان تاریخی و جغرافیایی خود تقویت می‌شد که می‌توانست به تقویت گردشگری و معرفی حتی بین‌المللی این منطقه منجر شود. در زمان پهلوی به مجموعه شهرستانهای تالش، رضوانشهر و ماسال طوالش می‌گفتند و به (شهرستان تالش) بخش مرکزی طوالش کرگانرود و به روستای شمال تالش دهستان کرگانرود شمالی گفته می‌شود و در حال حاضر هم گویش تالشی مرکزی را تالش کرگانرودی گفته می‌شود. بازار کرگانرود یا کرگری بوزور یا کَرگوُرو بوزور مرکز تجارت، اقتصاد، ماهیگیری و گمرک شهر هشتپر از بدو تأسیس تا تخریب آن در جنگی که بین آزادی خواهان تالش و نیروهای تحت امر سردار امجد و ارتش متجاوز روسیه که پشتیبان سردار امجد بوده‌اند درگرفت، بود.

## نخستین مراسم آب‌های روان
به منظور بیان اهمیت و ارزش آب در جهان امروز و ضرورت مصرف بهینه توسط هموطنان عزیز اولین مراسم پاسداشت آب‌های روان در روز، چهارم فروردین ۱۳۹۵ در روستای کیشون بن از توابع بخش مرکزی شهرستان تالش در مسیر جاده ییلاق توریستی مریان و نوهَ دی (آق اولر) در کنار رودخانه کرگانرود به همت گروه گردشگری غیردولتی آبشارهای تالش و اداره میراث فرهنگی و گردشگری تالش برگزار گردید.

## مشکلات حاد زیست‌محیطی
با بررسی عکس‌های ماهواره‌ای در سال‌های متفاوت مشاهده می‌شود که در قسمت‌هایی از رودخانه به‌طور غیرطبیعی عریض شدگی وجود دارد که ناشی از برداشت‌های بی‌رویه شن و ماسه توسط کارخانه‌های سودجو می‌باشد. این عریض شدگی طبق مطالعات صحرایی باعث تخریب کناره‌های رودخانه و زمین‌های اطراف شده و از طرفی در اثر برداشت بی‌رویه شیب هیدرولیکی افزایش یافته و تمامی میان‌دره‌های موجود در رودخانه از بین رفته است؛ و همچنین افزایش شیب هیدرولیکی و کاهش شن و ماسه در کف رودخانه کاهش ماهیان بومی را در سال‌های اخیر در پی داشته، به‌طوری‌که تولید مثل آن‌ها به حداقل ممکن رسیده و به مانند سابق انجام نمی‌شود؛ که یک معضل زیست‌محیطی در منطقه می‌باشد.
از سوی دیگر عمیق شدن بستر رودخانه باعث خشک شدن چشمه‌های آب و همچنین پایین رفتن سطح آب‌های زیرزمینی شده است که هزینه‌های بسیار زیادی به مردم فقیر روستایی وارد کرده است. لازم است مردم و سازمان‌های مردم نهاد و سازمان‌های دولتی توجه بیشتری به محیط زیست و جریان‌های آبی و مسائل سرزمینی داشته باشند و در صورت عدم رعایت مسئله جبران آثار در آینده غیرممکن خواهد بود.